# Wooleya
Genre
Classification phylogénétique
Wooleya L.Bolus est un genre de plante de la famille des Aizoaceae.
Wooleya L.Bolus, in J. S. African Bot. 27: 48 (1960)
Type : Wooleya farinosa L.Bolus

## Liste des espèces
Wooleya L.Bolus est, à ce jour, un genre monotype.
- Wooleya farinosa L.Bolus